# Bruno Meissner

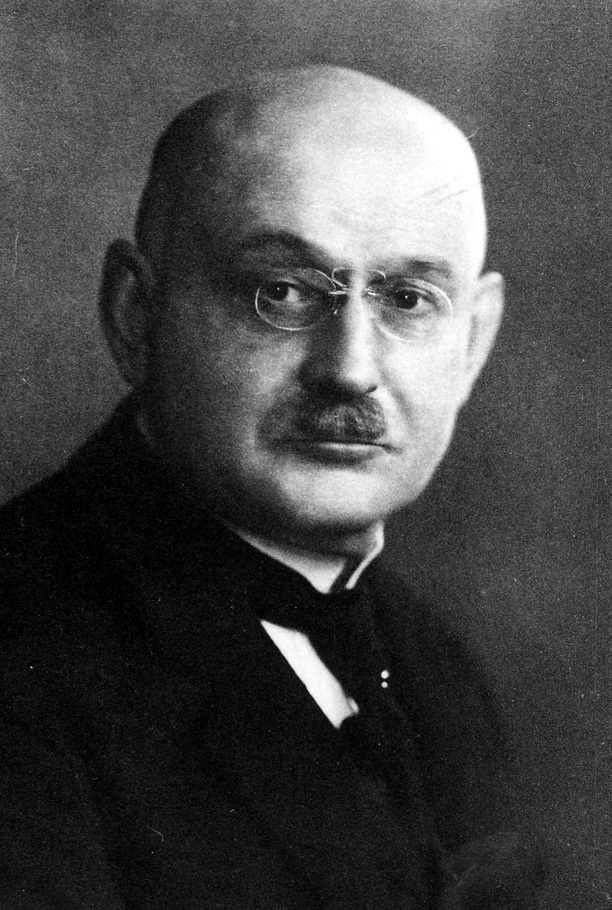
Bruno Meissner

Bruno Meissner (auch Bruno Meißner; * 25. April 1868 in Graudenz, Westpreußen; † 13. März 1947 in Zeuthen, Brandenburg) war ein deutscher Assyriologe und Vorderasiatischer Archäologe.

## Leben
Als Sohn eines Handschuhmachermeister und Kaufmanns wuchs Bruno Meissner im westpreußischen Graudenz auf, wo er das Gymnasium besuchte. Er war evangelischer Konfession. Meissner studierte an den Universitäten Leipzig (bei Friedrich Delitzsch), Berlin (bei Eberhard Schrader und Eduard Sachau) sowie Straßburg (bei Theodor Nöldeke und Julius Euting). Mit der Dissertation De Servitute babylonico-assyriaca wurde er 1892 in Berlin promoviert. Zwei Jahre darauf habilitierte er sich in Halle mit der Schrift Alexander und Gilgamos. Unter Leitung von Robert Koldewey nahm er 1899/1900 an der deutschen Ausgrabung in Babylon teil.
Ab 1901 war Meissner Arabisch-Lektor am Seminar für Orientalische Sprachen in Berlin (ab 1902 mit Professorentitel) und ließ sich im Jahr darauf an die Berliner Universität umhabilitieren, wo er Assyrisch, Arabisch, Mandäisch und Äthiopisch unterrichtete. Als außerordentlicher Professor wurde er 1904 an die Universität Breslau berufen, wo er 1911 den Lehrstuhl für Orientalische Sprachen erhielt. In der Nachfolge Friedrich Delitzsch wurde Meissner 1921 nach Berlin auf die ordentliche Professur für Assyriologie und Semitistik berufen. Dort lehrte er bis zur Emeritierung 1936.
Meissner war vor allem Philologe, widmete sich jedoch auch anderen Bereichen, etwa der Geschichtswissenschaft, der Rechtskunde und der Vorderasiatischen Archäologie. Sein Hauptwerk ist das 1920 und 1925 in zwei Bänden erschienene Babylonien und Assyrien, das einen auf Keilschriftquellen basierenden Einblick in die altorientalische Kulturgeschichte gab. Aus dem Bereich der Archäologie war die Schrift Studien zum Bît Hilâni im Nordpalast Assurbanaplis zu Ninive, die er mit Dietrich Opitz verfasste, sein bedeutendstes Werk. Zudem initiierte er das Reallexikon der Assyriologie und war einer der frühen Herausgeber des Projektes. Wolfram von Sodens Akkadisches Handwörterbuch basiert zu weiten Teilen auf dem Nachlass Meissners. Neben dem Alten Orient galt Meissners Interesse vor allem der Botanik.

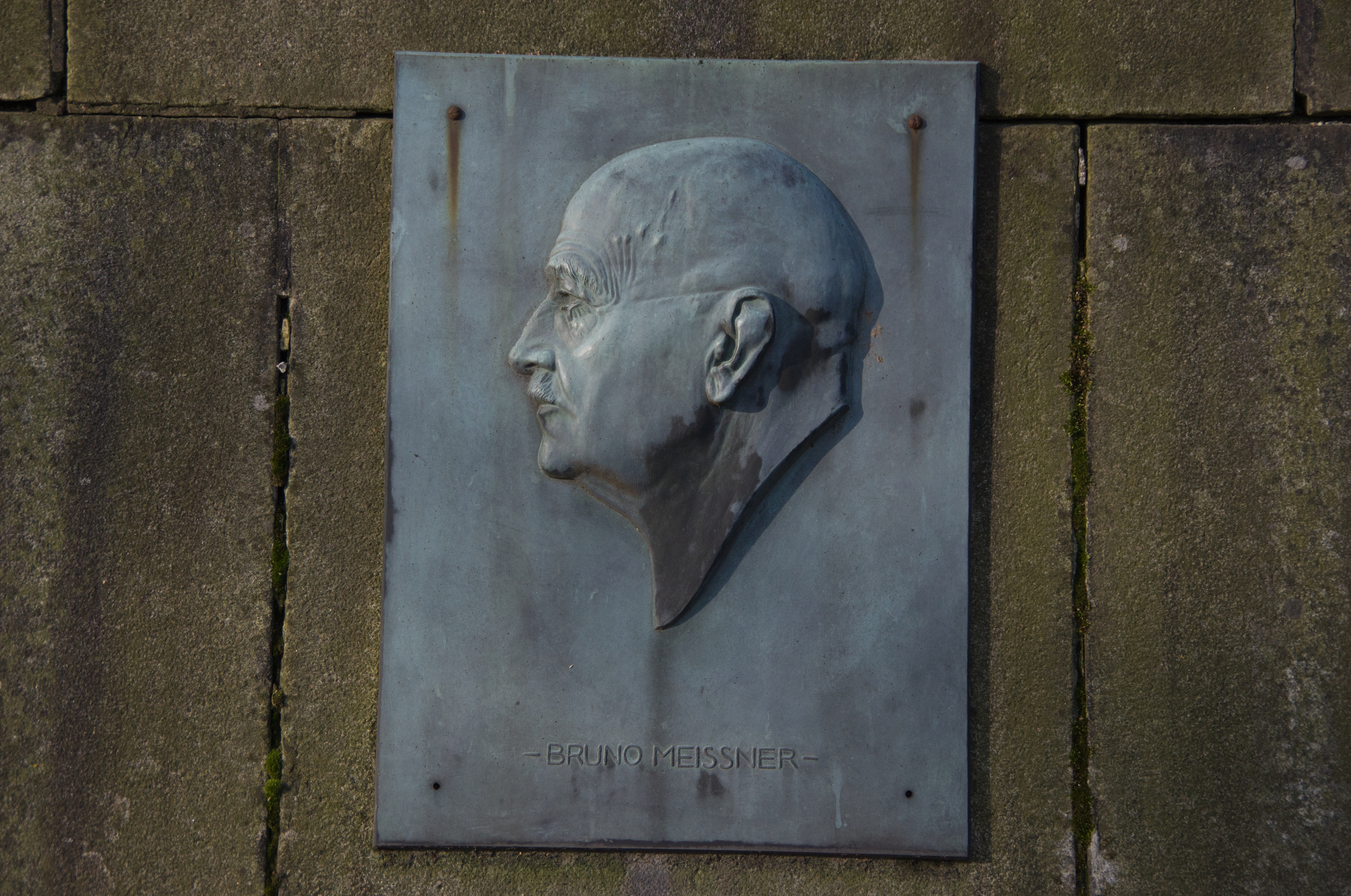
Profil auf der Grabanlage auf dem Friedhof Zeuthen

In Berlin heiratete Meissner 1925 Martha Haupt (* 1881), die Tochter des Berliner Musikdirektors Hermann Haupt; die Ehe blieb kinderlos.
Seit 1930 war Meissner ordentliches Mitglied der Preußischen Akademie der Wissenschaften. Zum 1. April 1933 trat er der NSDAP bei (Mitgliedsnummer 1.734.554).

## Schriften
- Aus dem altbabylonischen Recht. Hinrichs, Leipzig 1905 (Der Alte Orient, 7. Jahrgang, Heft 1)
- Kurzgefaßte Assyrische Grammatik. Hinrichs, Leipzig 1907 (Hilfsbücher zur Kunde des Alten Orients, Bd. 3)
- Assyrische Jagden. Auf Grund alter Berichte und Darstellungen geschildert. Hinrichs, Leipzig 1911 (Der Alte Orient, 13. Jahrgang, Heft 2)
- Die Keilschrift. Göschen, Berlin-Leipzig 1913 (Sammlung Göschen 708)
- Grundzüge der altbabylonischen Plastik. Hinrichs, Leipzig 1914 (Der Alte Orient, 15. Jahrgang, Heft 1/2)
- Grundzüge der babylonisch-assyrischen Plastik. Hinrichs, Leipzig 1914 (Der Alte Orient, 15. Jahrgang, Heft 3/4)
- Assyriologische Forschungen 1. Brill, Leiden 1916 (Altorientalische Texte und Untersuchungen, Bd. 1, 1)
- Das Märchen vom weisen Achiqar. Hinrichs, Leipzig 1917 (Der Alte Orient, 16. Jahrgang, Heft 2)
- Der Staatsvertrag Ramses II. von Ägypten und Hattusils von Hatti in akkadischer Fassung. In: Sitzungsberichte der Königlich Preussischen Akademie der Wissenschaften, 1. Halbband, Berlin 1917, S. 282–295.
- Babylonien und Assyrien. Winter, Heidelberg 1920 und 1925 (Kulturgeschichtliche Bibliothek)
- Die Kultur Babyloniens und Assyriens. Quelle & Meyer, Leipzig 1925 (Wissenschaft und Bildung, Bd. 207)
- Studien zur assyrischen Lexikographie. (4 Bände), Zeller, Osnabrück 1925–1940
- Die babylonisch-assyrische Literatur. Akademische Verlagsgesellschaft Athenaion, Potsdam 1928 (Handbuch der Literaturwissenschaft, [3]/Handbücher der Kunst- und Literaturgeschichte des Orients)
- Beiträge zum assyrischen Wörterbuch. (2 Bände), The University of Chicago Press, Chicago 1931 und 1932
- Beiträge zur altorientalischen Archäologie. Harrassowitz, Leipzig 1934 (Mitteilungen der Altorientalischen Gesellschaft, Bd. 8, H. 1/2)
- Studien zum Bît Hilâni im Nordpalast Assurbanaplis zu Ninive. (Mit Dietrich Opitz), de Gruyter, Berlin 1940 (Abhandlungen der Preußischen Akademie der Wissenschaften. Philologisch-historische Klasse 1939, 18)